# Tord Fornberg
Tord Fornberg, född i Halmstad den 5 december 1943, är en svensk teolog och docent i Nya Testamentets exegetik.

## Biografi
Fornberg arbetade 1973–1976 som vetenskaplig assistent i Bibelkommissionen inför utgivningen av NT-81. 1977 blev han teologie doktor på en avhandling om Andra Petrusbrevet, och har 1977–2010 varit universitetslektor vid teologiska fakulteten i Uppsala. 1984–1985 tjänstgjorde han som gästprofessor vid Lutheran Theological Seminary i Hongkong. År 1986 utnämndes han till docent i Nya Testamentets exegetik vid Uppsala universitet. Fornberg tillträdde 1999 som direktor för Svenska teologiska institutet i Jerusalem, en tjänst som han tvingades lämna vid årets slut 2001. Hans forskning har även varit inriktad mot frågeställningar om religionsmöte i modern tid. Han är bland annat ledamot av Nathan Söderblom-sällskapet och Kommissionen för interreligiös dialog i Stockholms katolska stift. Han är (2015) verksam på Newmaninstitutet i Uppsala.

### Familj
Tord Fornberg är son till länsassessor Bertil Fornberg och Eva Friese.